# Кыртожабене
Кыртожабене (болг. Къртожабене) — село в Болгарии. Находится в Плевенской области, входит в общину Плевен. Население составляет 131 человек.

## Политическая ситуация
Кыртожабене подчиняется непосредственно общине и не имеет своего кмета.
Кмет (мэр) общины Плевен — Найден Маринов Зеленогорски (коалиция в составе 3 партий: Демократы за сильную Болгарию (ДСБ), Болгарский земледельческий народный союз (БЗНС), Союз демократических сил (СДС)) по результатам выборов в правление общины.